# Transports en commun à Liège

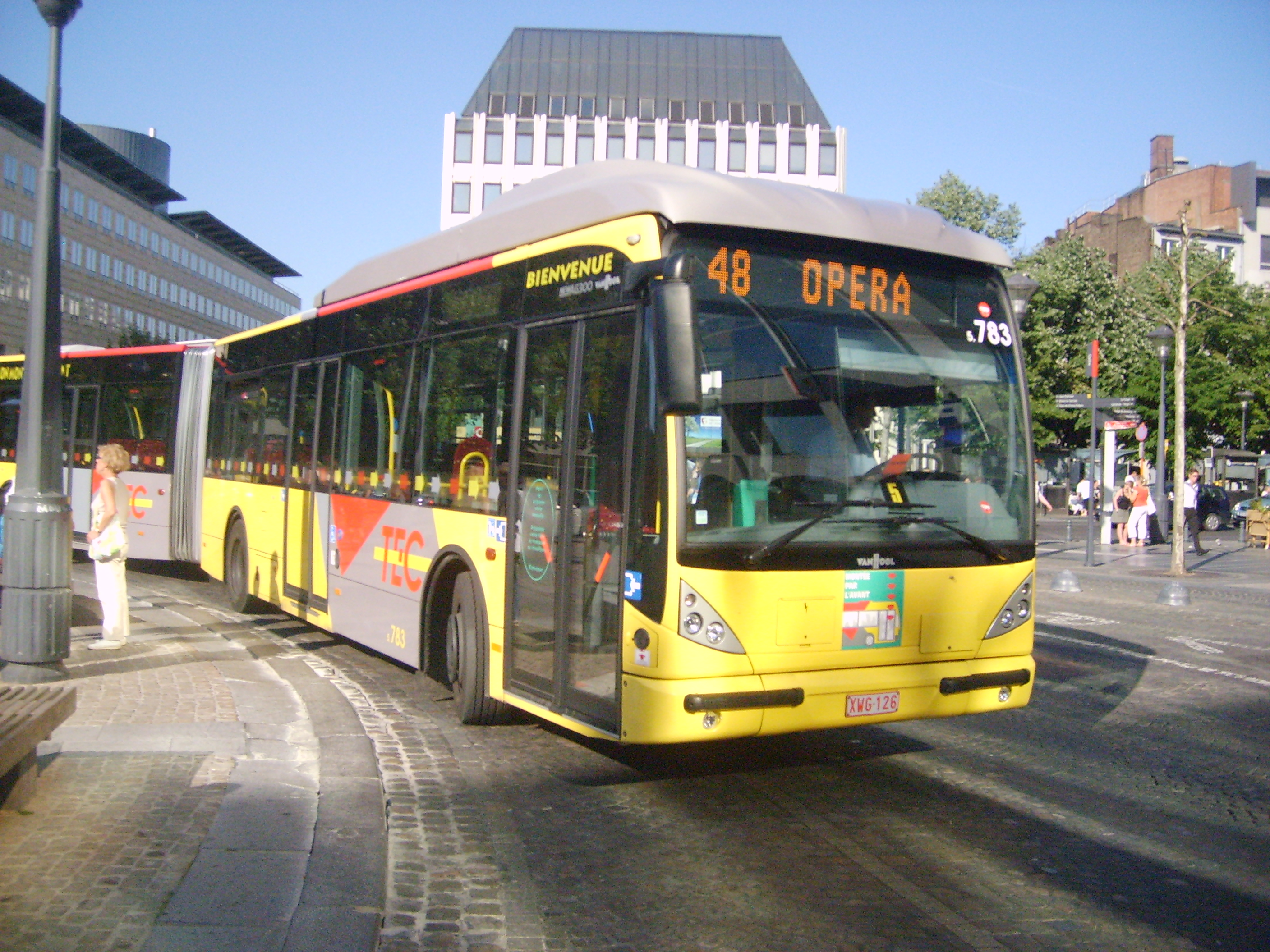
Bus du TEC Liège-Verviers (extérieur)

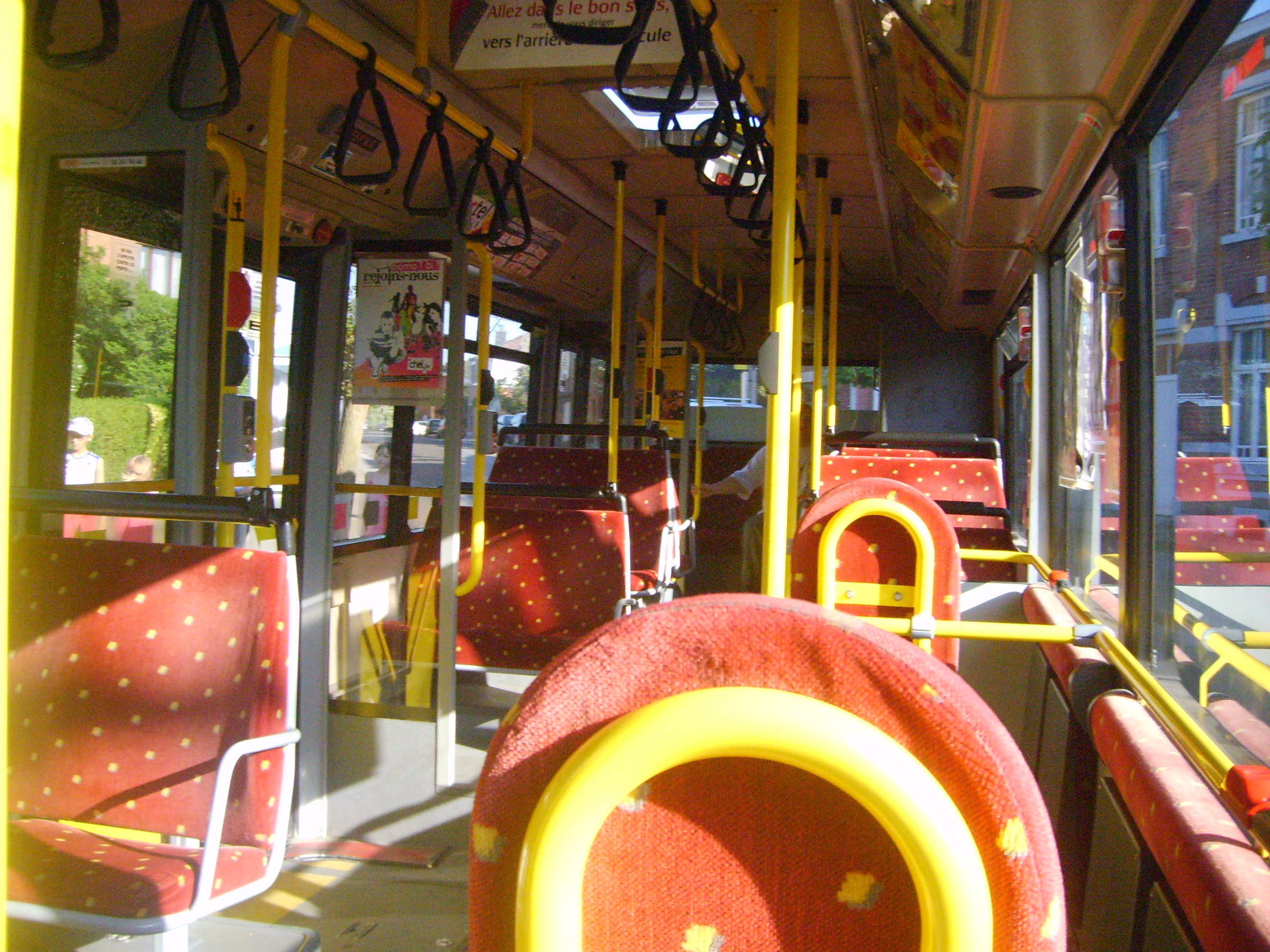
Bus du TEC Liège-Verviers (intérieur)

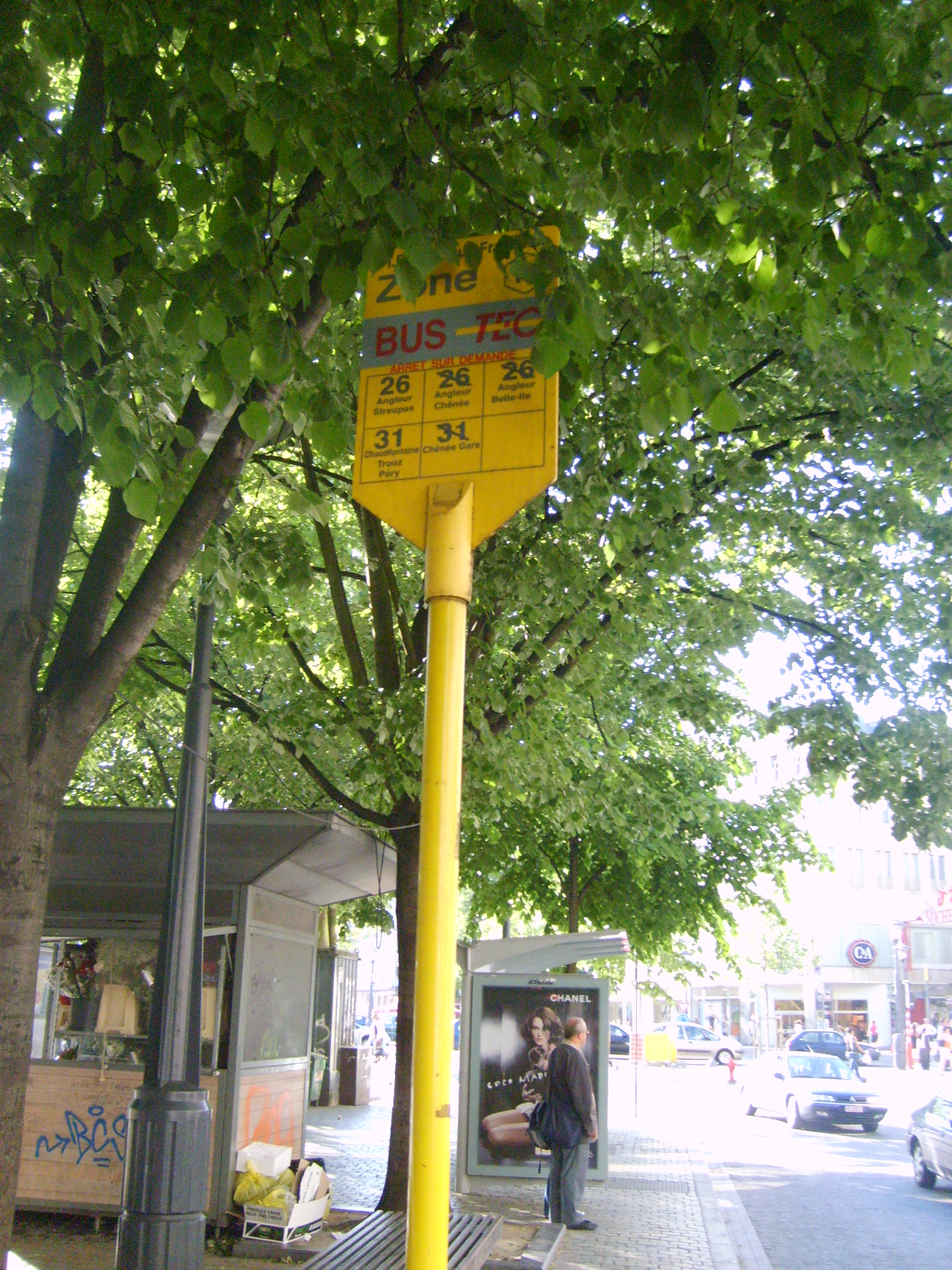
Potelet du TEC Liège-Verviers

À Liège, les déplacements en transport en commun sont principalement assurés par des bus (exploitation gérée par le TEC Liège-Verviers) et par des trains (exploitation gérée par la SNCB).

## Bus
Le réseau de bus est principalement en étoile, depuis les différents terminus centraux du centre-ville (Saint-Lambert, Léopold, Théâtre, parfois appelé République française du nom de la place sur laquelle stationnent les bus, Opéra et Cathédrale). D'autres terminus sont également importants : Gare de Liège-Guillemins, Jemeppe (gare routière).
Le réseau est organisé en lignes urbaines (exemples : 1 Coronmeuse-Guillemins, 4 boucle urbaine : Guillemins-Fétinne-Bavière-Saint-Lambert), périurbaines (exemples: 23 Pont d'Avroy-Citadelle, 48 Opéra-CHU), et de longues distances (exemples : 74 Liège-Tongres, 140 Liège-Visé). Il y a aussi une ligne internationale, 78 Liège-Maastricht desservant la rive gauche de la Meuse. Il existe aussi des circuits scolaires. 
La très forte demande de certaines lignes (telle que la 48 Opéra-CHU), synonyme de succès pour la TEC Liège-Verviers, a nécessité récemment une révision du réseau urbain. Ainsi, une seconde ligne reliant la gare des Guillemins à l'Université de Liège a vu le jour pour désencombrer le réseau.
Les bus disposent de deux importants sites propres : depuis le terminus central de la place Saint-Lambert, une antenne vers Ans (rue de Bruxelles, Cadran, place Hocheporte, avenue de Fontainebleau) et une autre antenne vers les Guillemins (boulevard de la Sauvenière, boulevard d'Avroy).

## Gares
Liège comporte plusieurs gares. La plus importante est celle des Guillemins. Gare TGV, elle permet de rallier Bruxelles, Paris, Cologne mais aussi Anvers, Maastricht, Gand, Bruges, Ostende, Namur, Charleroi, Lille, Verviers et Luxembourg par trains directs. Une nouvelle gare, à l'architecture futuriste fut inaugurée en septembre 2009. Elle a été imaginée par Santiago Calatrava.
La deuxième gare liégeoise est celle de Saint-Lambert (anciennement Liège-Palais). C'est la gare du centre-ville. Elle devrait faire l'objet de modifications dans les prochaines années[Quand ?].
Une dernière gare dessert le centre de la ville, celle de Liège-Carré (anciennement Liège-Jonfosse) Enfin, les gares de Bressoux, d'Angleur, de Chênée et de Sclessin desservent la banlieue.

## Projets
Une nouvelle réorganisation du réseau est fort probable dans les prochaines années après la fin des travaux de la gare des Guillemins et du réaménagement du quartier. Des projets de réimplantation d'un réseau de tramways modernes sont dans l'air du temps. Jusque dans les années 1960, Liège a vu de nombreux tramways parcourir ses rues. Ils ont été remplacés par des bus dans une période de tout à l'automobile. Cette période a engendré des plaies (« trou » de la place Saint-Lambert, voies rapides de la Dérivation, exode urbain, etc.) que la ville finit à peine de panser.

## Tram
Le premier réseau de tramway liégeois remonte à 1871. Ces lignes furent peu à peu supprimées jusqu'à 1967. Depuis cette année, plus aucun tram ne traversa la ville mais depuis 2008 il existe un projet d'un retour du tram à Liège qui devrait entrer en service en 2017.

### Anciens réseaux des tramways

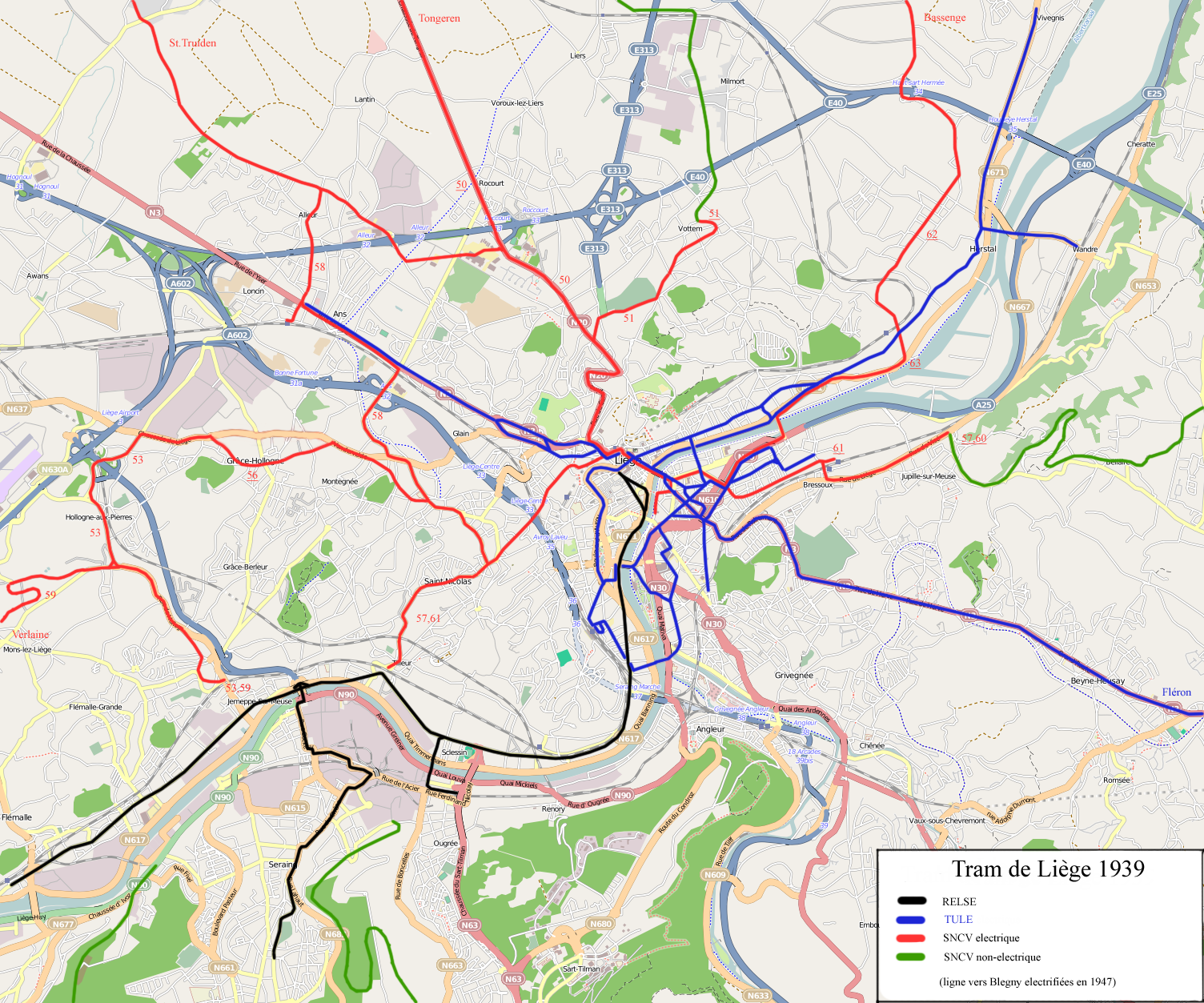
Les trois réseaux RELSE, TULE et SNCV en 1939
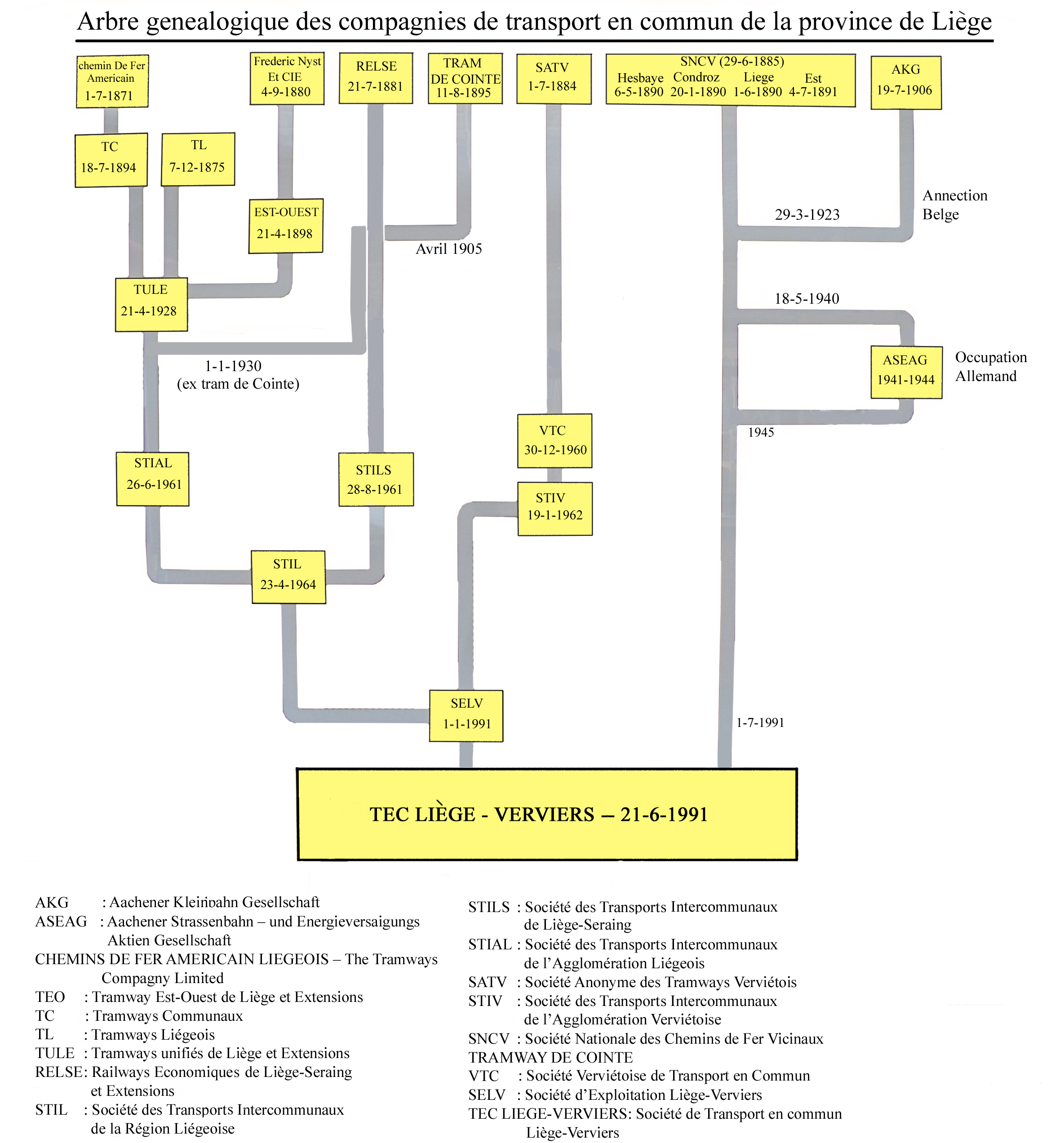
L'histoire des compagnies de tramway dans la province.